# Fine Arts Building
Le Fine Arts Building, également connu sous le nom de Studebaker Building, est un immeuble de dix étages situé au 410 South Michigan Avenue dans le secteur financier du Loop à Chicago, dans l'État de l'Illinois, aux États-Unis. Le Fine Arts Building a été construit en 1884 par l'architecte Solon Spencer Beman (connu pour avoir conçu la gare de Grand Central et les bâtiments du district historique de Pullman National Historical Park à Chicago) pour l'entreprise Studebaker, et fut complètement rénové en 1898.
Situé en face de Grant Park, non loin de la Buckingham Fountain, le bâtiment fait partie du quartier historique de Michigan Boulevard District. Le Fine Arts Building se trouve à proximité immédiate de plusieurs bâtiments d'intérêts patrimoniaux dont l'Auditorium Building et le Congress Plaza Hotel (deux bâtiments dont l'architecture mêle style Chicago et Art nouveau).

## Description
La Studebaker Corporation, une entreprise fondée en 1852 par des descendants d'immigrés allemands et spécialisée dans la construction de chariots à traction hippomobile (chariots conçus à l'époque pour être tirés par des chevaux) et plus tard d'automobiles et de camions, installa son usine d'assemblage à Chicago. Elle fit construire ce bâtiment, qui prit le nom de « Studebaker Building », comme lieu de vente pour les véhicules qu'elle fabriqua et exploita. Les étages supérieurs du bâtiment furent consacrés à la fabrication et l'assemblage de ces chariots. Quelques décennies plus tard, la société déménagea et le bâtiment devint un lieu culturel consacré à la musique et à la littérature, alors en plein essor à Chicago.
Au début du XXe siècle, le Fine Arts Building abrita une école de musique, des clubs artistiques et littéraires et des organisations de défense du droit de vote des femmes. Les occupants du bâtiment - dont l'architecte Frank Lloyd Wright, l'illustrateur William Wallace Denslow, l'éditrice Harriet Monroe, le sculpteur Lorado Taft, l'artiste peintre Ralph Elmer Clarkson, l'éditrice Margaret Caroline Anderson, le dessinateur de presse John T. McCutcheon, Anne Morgan, la suffragette Grace Wilbur Trout, le romancier Hamlin Garland, l'écrivain Francis Fisher Browne et bien d'autres - eurent un impact national et international sur les arts et la société dans son ensemble.
De nombreux occupants du Fine Arts Building appartinrent à un groupe connu sous le nom de « The Little Room » (littéralement « la petite salle »), formé à l'origine comme une réunion sociale après les concerts du vendredi après-midi de l'orchestre symphonique de Chicago à l'Auditorium Theatre (avant que l'orchestre n'emménage dans le Symphony Center). Après l'ouverture du Fine Arts, les réunions eurent lieu dans le studio de Ralph Clarkson. Entre 1912 et 1917, le Fine Arts Building abrita le Chicago Little Theatre, un théâtre d'art expérimental fondé par Arthur Aldis et Mary Aldis en 1912. Il est le premier théâtre à faire partie du mouvement appelé « Little Theatre Movement » aux États-Unis.
À ce jour, le rez-de-chaussée du Fine Arts Building est occupé par une grande salle de musique, des galeries d'art, un théâtre et le café des artistes. Les étages supérieurs comprennent des lofts d'artistes, des studios de danse et d'enregistrement, des cabinets de design d'intérieur, des peintres, des luthiers, et d'autres entreprises liées aux arts.
Jusqu'en 1983, l'Alliance française de Chicago, une branche de l'Alliance française (AF) basée à Chicago depuis 1897, siégea et posséda ses bureaux dans le bâtiment. Aujourd'hui, le Fine Arts Building abrite des bureaux de l'association des Filles de la révolution américaine (Daughters of the American Revolution ; une société américaine réservée aux femmes) et les sièges du Jazz Institute of Chicago, du Grant Park Conservancy, du World Federalist Movement (WFM), du Chicago Youth Symphony Orchestra et de l'école de ballet Boitsov Classical and Company.

## Décorations intérieures
Les deux colonnes de granite à l'entrée principale font 1,12 mètre de diamètre et 3,91 mètres de haut, ont dit qu'elles sont les plus grands arbres monolithiques polis dans le pays. L'intérieur de l'immeuble possède de nombreuses décorations de style Art nouveau, caractéristique de l'époque, car ce mouvement artistique connut un âge d'or dans la période allant de la fin du XIXe siècle jusqu'au début du XXe siècle, durant laquelle l'immeuble fut construit et rénové. Il comprend également des peintures murales datant de la rénovation de 1898. Il fut désigné Chicago Landmark (CL) le 7 juin 1978 par les membres de la Commission on Chicago Landmarks (CCL) de la ville de Chicago avec l'approbation du conseil municipal de Chicago. Il fut également ajouté à la liste du Registre national des lieux historiques (National Register of Historic Places ; NRHP) le 11 août 1975 par le National Park Service (NPS).

## Studebaker Theatre

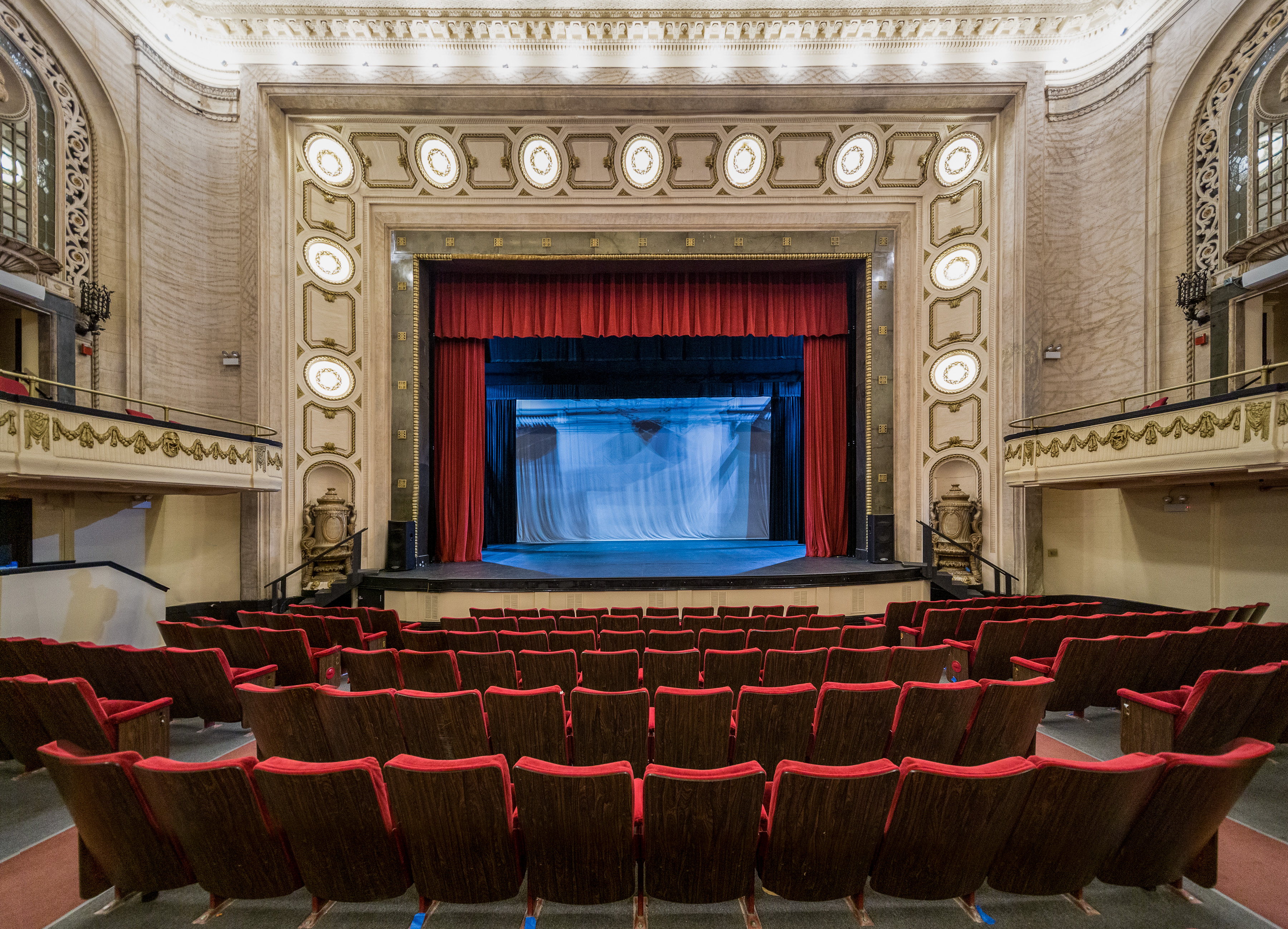
Vue sur la scène du Studebaker Theatre.

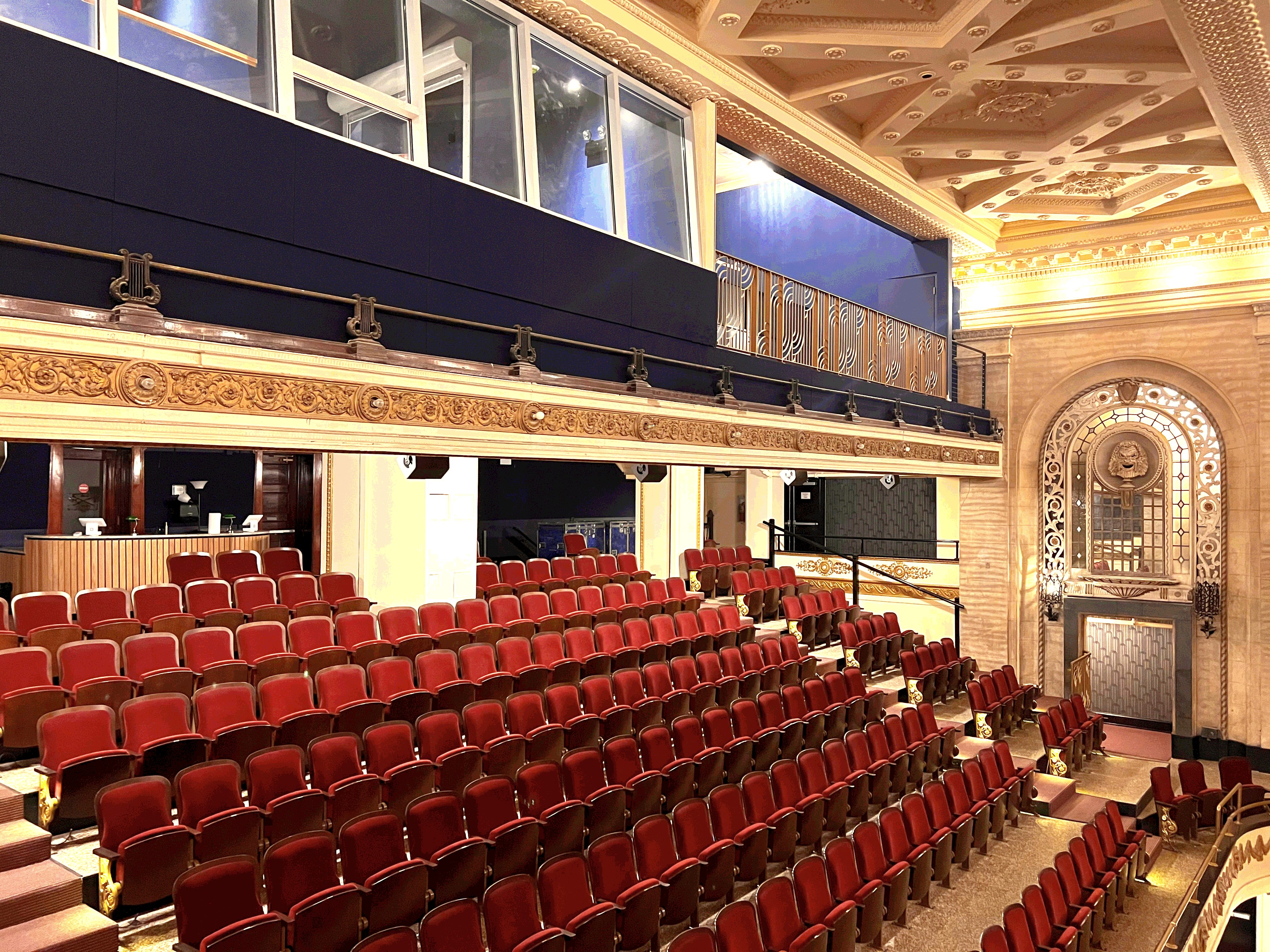
Les balcons.

À l'origine, le Studebaker Building abrita le Studebaker Theatre, également connu sous le nom de Studebaker Hall, ouvert en 1898. Il fut le site du récital de David Bispham en 1901, qui comporta exclusivement des chansons de Carrie Jacobs-Bond. En 1917, le théâtre subit sa première grande rénovation sous la direction de l'architecte Andrew Rebori. Le théâtre garda le même aspect qu'après cette rénovation, en conservant le plafond original datant de 1898. Le lieu fut connu pour avoir notamment servi de décor aux premiers épisodes de la série télévisée The Jackie Gleason Show (anciennement Cavalcade of Stars) avec le comédien Jack Carter.
Dans les années 1970, le théâtre fut transformé en multiplexe cinématographique. Des travaux de rénovation furent entamés en 2015 pour permettre le retour du théâtre en direct, et le théâtre a rouvert ses portes en 2016 avec une capacité de 740 personnes.
Au cours de l'année 2021, le balcon du théâtre subit une vaste rénovation de plusieurs millions de dollars, mettant à jour de nombreuses capacités techniques du Studebaker. Après la rénovation, le Studebaker Theatre accueilla l'émission de radio Wait Wait... Don't Tell Me!.

## Chicago Little Theatre
De 1912 à 1917, le Fine Arts Building abrita le Chicago Little Theatre (en français « Le petit théâtre de Chicago »), un théâtre d'art fondé par Arthur Aldis et Mary Aldis. Il fut à l'origine du mouvement des petits théâtres aux États-Unis. N'ayant pas les moyens de louer l'auditorium de 500 places du bâtiment, les coproducteurs Maurice Browne et Ellen Van Volkenburg louèrent un grand espace de stockage au quatrième étage à l'arrière et le transformèrent en une salle de 91 places. Le groupe se spécialisa dans la formation d'acteurs et la production de pièces contemporaines dans leur petit théâtre de 99 places au quatrième étage, y compris des représentations de Shaw, Strindberg, Ibsen, Wilde et Yeats.
Bien qu'éphémère, le Chicago Little Theatre eut une influence monumentale sur le théâtre américain, répandant la pratique du Little Theatre dans tout le pays et jetant les bases du mouvement théâtral de Chicago.